# Matthew Sates
Matthew Sates (Pietermaritzburg, 28 de julio de 2003) es un deportista sudafricano que compite en natación, especialista en los estilos libre y estilo combinado.
Ganó dos medallas en el Campeonato Mundial de Natación en Piscina Corta de 2022, oro en 200 m estilos y bronce en 400 m estilos.
Participó en los Juegos Olímpicos de Tokio 2020, ocupando el 14.º lugar en la prueba de 200 m estilos.

## Palmarés internacional
| Campeonato Mundial en Piscina Corta | Campeonato Mundial en Piscina Corta | Campeonato Mundial en Piscina Corta | Campeonato Mundial en Piscina Corta |
| Año                                 | Lugar                               | Medalla                             | Prueba                              |
| ----------------------------------- | ----------------------------------- | ----------------------------------- | ----------------------------------- |
| 2022                                | Melbourne (Australia)               | Medalla de oro                      | 200 m estilos                       |
| 2022                                | Melbourne (Australia)               | Medalla de bronce                   | 400 m estilos                       |